# Jason Clive Lloyd
Jason Clive Lloyd (ur. 1989) – gujański piłkarz występujący na pozycji bramkarza. Posiada również obywatelstwo wenezuelskie.

## Kariera klubowa
Jest członkiem zespołu rezerw angielskiego Boltonu.

## Kariera reprezentacyjna
Lloyd od 2006 roku jest reprezentantem Gujany.

## Życie prywatne
Jego ojcem jest Clive Lloyd, światowej sławy krykiecista (uhonorowany Orderem Imperium Brytyjskiego), członek reprezentacji Indii Zachodnich.